# Stazione di Vignanello
La stazione di Vignanello è una stazione della ferrovia Roma-Civita Castellana-Viterbo.
Si trova a Vignanello, in provincia di Viterbo.
Dal 1º luglio 2022 è gestita da ASTRAL.

## Strutture e impianti
La stazione si compone di due binari: uno di corsa e uno di raddoppio che termina tronco, entrambi serviti da banchine scoperte. Il fabbricato viaggiatori è su due livelli e ospita un bar e la sala di attesa.

## Movimento
La stazione è servita dai treni regionali svolti da Cotral nell'ambito del contratto di servizio con la regione Lazio.